# CGS 단위계
센티미터-그램-초 단위계(centimetre–gram–second system of units, CGS 또는 cgs)는 길이의 단위로 센티미터, 질량의 단위로 그램, 시간의 단위로 초를 기반으로 하는 미터법의 한 종류이다. 모든 CGS 역학 단위는 이 세 가지 기본 단위에서 명확하게 파생되지만, CGS 시스템이 전자기학을 포함하도록 확장된 방식에는 여러 가지가 있다.
CGS 시스템은 미터와 킬로그램, 초를 기반으로 하는 MKS 시스템으로 대체되었으며, 이는 다시 확장되어 국제 단위계(SI)로 대체되었다. 많은 과학 및 공학 분야에서 SI는 유일하게 사용되는 단위계이지만, CGS는 특정 하위 분야에서 여전히 널리 사용된다.
순전히 역학 시스템 (길이, 질량, 힘, 에너지, 압력 등의 단위를 포함) 측정에서 CGS와 SI의 차이는 간단하다. 단위 환산 계수는 모두 100 cm = 1 m 및 1000 g = 1 kg과 같이 10의 거듭제곱이다. 예를 들어, CGS 힘 단위는 다인으로, 1 g⋅cm/s2으로 정의된다. 따라서 SI 힘 단위인 뉴턴 (1 kg⋅m/s2)은 100000 dynes와 같다.
반면, 전자기 현상(전하, 전기 및 자기장, 전압 등) 측정에서 CGS와 SI 간의 변환은 덜 간단하다. 맥스웰 방정식과 같은 전자기 물리 법칙 공식은 SI와 CGS에서 전자기량이 다르게 정의되므로 사용되는 단위 시스템에 따라 형태가 달라진다. 더욱이, CGS 내에서 전자기량을 정의하는 여러 가지 그럴듯한 방법이 있으며, 이는 가우스 단위계, "ESU", "EMU" 및 헤비사이드-로런츠 단위계를 포함하는 다양한 "하위 시스템"으로 이어진다. 이러한 선택 중에서 가우스 단위계는 오늘날 가장 일반적이며, "CGS 단위"는 종종 CGS-가우스 단위를 지칭하는 것으로 의도된다.

## 역사
CGS 시스템은 1832년 독일의 수학자 카를 프리드리히 가우스가 길이, 질량, 시간의 세 가지 기본 단위를 기반으로 절대 단위 시스템을 제안한 것에서 비롯되었다. 가우스는 밀리미터, 밀리그램, 초 단위를 선택했다. 1873년, 물리학자 제임스 클러크 맥스웰과 윌리엄 톰슨, 초대 켈빈 남작을 포함한 영국 과학 진흥 협회 위원회는 센티미터, 그램, 초를 기본 단위로 일반적으로 채택하고 모든 파생된 전자기 단위를 "C.G.S. 단위..."라는 접두사를 사용하여 이러한 기본 단위로 표현할 것을 권장했다.
많은 CGS 단위의 크기는 실제 목적에 불편한 것으로 판명되었다. 예를 들어, 많은 일상적인 물체는 사람, 방, 건물과 같이 수백 또는 수천 센티미터 길이이다. 따라서 CGS 시스템은 과학 분야 밖에서는 널리 사용되지 않았다. 1880년대부터, 그리고 20세기 중반에는 더욱 중요하게, CGS는 과학적 목적으로 MKS(미터-킬로그램-초) 시스템에 의해 점진적으로 국제적으로 대체되었고, MKS 시스템은 다시 현대 SI 표준으로 발전했다.
1940년대 MKS 표준 및 1960년대 SI 표준이 국제적으로 채택된 이래로 CGS 단위의 기술적 사용은 전 세계적으로 점진적으로 감소했다. CGS 단위는 NIST뿐만 아니라 미국 물리학회 및 국제천문연맹과 같은 조직에 의해 SI 단위에 찬성하여 사용되지 않게 되었다. SI 단위는 공학 응용 분야 및 물리학 교육에서 주로 사용되는 반면, 가우스 CGS 단위는 이론 물리학, 미시 시스템 설명, 상대론적 전기역학 및 천체물리학에서 여전히 일반적으로 사용된다.
그램과 센티미터 단위는 다른 접두사가 붙은 SI 단위와 마찬가지로 SI 시스템 내에서 비일관적인 단위로 여전히 유용하다.

## 역학에서의 CGS 단위 정의
역학에서 CGS 및 SI 시스템의 물리량은 동일하게 정의된다. 두 시스템은 세 가지 기본 단위의 척도(각각 센티미터 대 미터, 그램 대 킬로그램)에서만 다르며, 세 번째 단위(초)는 두 시스템에서 동일하다.
CGS와 SI의 역학 기본 단위 사이에는 직접적인 대응 관계가 있다. 역학 법칙을 표현하는 공식은 두 시스템에서 동일하며 두 시스템 모두 일관성이 있으므로, 기본 단위로 정의되는 모든 일관된 유도 단위의 정의는 두 시스템에서 동일하며, 유도 단위 사이에는 명확한 관계가 있다.
- {\displaystyle v={\frac {dx}{dt}}}  (속도의 정의)
- {\displaystyle F=m{\frac {d^{2}x}{dt^{2}}}}  (뉴턴의 제2운동 법칙)
- {\displaystyle E=\int {\vec {F}}\cdot d{\vec {x}}}  (일로 정의되는 에너지)
- {\displaystyle p={\frac {F}{L^{2}}}}  (압력이 단위 면적당 힘으로 정의됨)
- {\displaystyle \eta =\tau /{\frac {dv}{dx}}}  (동적 점성도가 단위 속도 기울기당 층밀림 변형력으로 정의됨).

따라서 예를 들어, CGS 압력 단위인 바리는 CGS 길이, 질량, 시간의 기본 단위와 SI 압력 단위인 파스칼이 SI 길이, 질량, 시간의 기본 단위와 동일한 방식으로 관련되어 있다.
1 압력 단위 = 1 힘 단위 / (1 길이 단위)2 = 1 질량 단위 / (1 길이 단위 × (1 시간 단위)2)
1 Ba = 1 g/(cm⋅s2)
1 Pa = 1 kg/(m⋅s2).
CGS 유도 단위를 SI 기본 단위로 표현하거나 그 반대로 표현하려면 두 시스템을 관련시키는 척도 계수를 결합해야 한다.
1 Ba = 1 g/(cm⋅s2) = 10−3 kg / (10−2 m⋅s2) = 10−1 kg/(m⋅s2) = 10−1 Pa.

### 역학에서의 CGS 단위 정의 및 변환 계수
| 물리량          | 물리량 기호 | CGS 단위 이름 | 단위 기호   | 단위 정의         | SI 단위   |
| --------------- | ----------- | ------------- | ----------- | ----------------- | --------- |
| 길이, 위치      | L, x        | 센티미터      | cm          | 미터의 1/100      | 10−2 m    |
| 질량            | m           | 그램          | g           | 킬로그램의 1/1000 | 10−3 kg   |
| 시간            | t           | 초            | s           | 1초               | 1 s       |
| 속도            | v           | 초당 센티미터 | cm/s        | cm/s              | 10−2 m/s  |
| 가속도          | a           | 갈            | Gal         | cm/s2             | 10−2 m/s2 |
| 힘              | F           | 다인          | dyn         | g⋅cm/s2           | 10−5 N    |
| 에너지          | E           | 에르그        | erg         | g⋅cm2/s2          | 10−7 J    |
| 일률            | P           | 초당 에르그   | erg/s       | g⋅cm2/s3          | 10−7 W    |
| 압력            | p           | 바리          | Ba          | g/(cm⋅s2)         | 10−1 Pa   |
| 동적 점성도     | μ           | 푸아즈        | P           | g/(cm⋅s)          | 10−1 Pa⋅s |
| 운동학적 점성도 | ν           | 스토크스      | St          | cm2/s             | 10−4 m2/s |
| 파수            | k           | 케이저        | cm−1 또는 K | cm−1              | 100 m−1   |

## 전자기학에서의 CGS 단위 파생

### 전자기 단위에 대한 CGS 접근 방식
CGS 및 SI 시스템에서 전자기 단위를 연결하는 변환 계수는 각 단위 시스템에서 가정하는 전자기 물리 법칙을 표현하는 공식의 차이, 특히 이 공식에 나타나는 상수의 특성으로 인해 더욱 복잡해진다. 이는 두 시스템이 구축되는 방식의 근본적인 차이를 보여준다.
- SI에서 전류 단위인 암페어 (A)는 역사적으로 1 미터 떨어져 있고 1 암페어 전류가 흐르는 두 개의 무한히 길고 얇은 평행선이 가하는 자기 힘이 정확히 2×10−7 N/m이 되도록 정의되었다. 이 정의는 모든 SI 전자기 단위가 다음 섹션에서 설명하는 CGS-EMU 시스템의 단위와 수치적으로 일관되도록 한다(일부 정수 10의 거듭제곱 인자에 따라). 암페어는 미터, 킬로그램, 초와 동일한 지위를 갖는 SI 시스템의 기본 단위이다. 따라서 암페어 정의에서 미터 및 뉴턴과의 관계는 무시되며, 암페어는 다른 기본 단위의 조합과 차원적으로 동일하게 취급되지 않는다. 결과적으로 SI의 전자기 법칙은 전자기 단위를 운동학적 단위와 관련시키기 위해 추가적인 비례 상수가 필요하다(진공 투자율 참조). (이 비례 상수는 암페어에 대한 위 정의에서 직접 파생될 수 있다.) 다른 모든 전기 및 자기 단위는 이 네 가지 기본 단위를 사용하여 가장 기본적인 공통 정의를 통해 파생된다. 예를 들어, 전하 q는 전류 I에 시간 t를 곱한 것으로 정의되며, {\displaystyle q=I\,t,} 그 결과 쿨롬 (C)인 전하 단위는 1 C = 1 A⋅s로 정의된다.
- CGS 시스템 변형은 새로운 기본 양과 단위를 도입하는 것을 피하고, 대신 전자기 현상을 역학에 연결하는 물리 법칙을 오직 무차원 상수로 표현함으로써 모든 전자기 양을 정의하므로, 이들 양에 대한 모든 단위는 센티미터, 그램, 초로부터 직접 파생된다.

각 시스템에서 "전하" 등이라고 불리는 양은 다른 양일 수 있다. 여기서는 위첨자를 붙여 구별한다. 각 시스템의 해당 양은 비례 상수를 통해 관련된다.
맥스웰 방정식은 각 시스템에서 다음과 같이 쓸 수 있다.
| 시스템                | 가우스 법칙                                                                           | 앙페르-맥스웰 법칙 | 자기 가우스 법칙                                         | 패러데이 유도 법칙                                                                               |
| --------------------- | ------------------------------------------------------------------------------------- | --- | -------------------------------------------------------- | ------------------------------------------------------------------------------------------------ |
| CGS-ESU               | {\displaystyle \nabla \cdot \mathbf {E} ^{\text{ESU}}=4\pi \rho ^{\text{ESU}}}        | {\displaystyle \nabla \times \mathbf {B} ^{\text{ESU}}-c^{-2}{\dot {\mathbf {E} }}^{\text{ESU}}=4\pi c^{-2}\mathbf {J} ^{\text{ESU}}}          | {\displaystyle \nabla \cdot \mathbf {B} ^{\text{ESU}}=0} | {\displaystyle \nabla \times \mathbf {E} ^{\text{ESU}}+{\dot {\mathbf {B} }}^{\text{ESU}}=0}     |
| CGS-EMU               | {\displaystyle \nabla \cdot \mathbf {E} ^{\text{EMU}}=4\pi c^{2}\rho ^{\text{EMU}}}   | {\displaystyle \nabla \times \mathbf {B} ^{\text{EMU}}-c^{-2}{\dot {\mathbf {E} }}^{\text{EMU}}=4\pi \mathbf {J} ^{\text{EMU}}}                | {\displaystyle \nabla \cdot \mathbf {B} ^{\text{EMU}}=0} | {\displaystyle \nabla \times \mathbf {E} ^{\text{EMU}}+{\dot {\mathbf {B} }}^{\text{EMU}}=0}     |
| CGS-가우스            | {\displaystyle \nabla \cdot \mathbf {E} ^{\text{G}}=4\pi \rho ^{\text{G}}}            | {\displaystyle \nabla \times \mathbf {B} ^{\text{G}}-c^{-1}{\dot {\mathbf {E} }}^{\text{G}}=4\pi c^{-1}\mathbf {J} ^{\text{G}}}                | {\displaystyle \nabla \cdot \mathbf {B} ^{\text{G}}=0}   | {\displaystyle \nabla \times \mathbf {E} ^{\text{G}}+c^{-1}{\dot {\mathbf {B} }}^{\text{G}}=0}   |
| CGS-헤비사이드-로런츠 | {\displaystyle \nabla \cdot \mathbf {E} ^{\text{LH}}=\rho ^{\text{LH}}}               | {\displaystyle \nabla \times \mathbf {B} ^{\text{LH}}-c^{-1}{\dot {\mathbf {E} }}^{\text{LH}}=c^{-1}\mathbf {J} ^{\text{LH}}}                  | {\displaystyle \nabla \cdot \mathbf {B} ^{\text{LH}}=0}  | {\displaystyle \nabla \times \mathbf {E} ^{\text{LH}}+c^{-1}{\dot {\mathbf {B} }}^{\text{LH}}=0} |
| SI                    | {\displaystyle \nabla \cdot \mathbf {E} ^{\text{SI}}=\rho ^{\text{SI}}/\epsilon _{0}} | {\displaystyle \nabla \times \mathbf {B} ^{\text{SI}}-\mu _{0}\epsilon _{0}{\dot {\mathbf {E} }}^{\text{SI}}=\mu _{0}\mathbf {J} ^{\text{SI}}} | {\displaystyle \nabla \cdot \mathbf {B} ^{\text{SI}}=0}  | {\displaystyle \nabla \times \mathbf {E} ^{\text{SI}}+{\dot {\mathbf {B} }}^{\text{SI}}=0}       |

### 정전기 단위 (ESU)
CGS 시스템의 정전기 단위 변형 (CGS-ESU)에서 전하는 쿨롱 법칙의 한 형태를 곱셈 상수 없이 따르는 양으로 정의된다 (그리고 전류는 시간당 전하로 정의된다).
{\displaystyle F={q_{1}^{\text{ESU}}q_{2}^{\text{ESU}} \over r^{2}}.}

따라서 ESU 전하 단위인 프랭클린 (Fr), 즉 스탯쿨롬 또는 esu 전하는 다음과 같이 정의된다.
1 센티미터 떨어진 두 개의 동일한 점전하 사이에 정전기력이 1 다인일 때 각각 1프랭클린이라고 한다.

 따라서 CGS-ESU에서 프랭클린은 센티미터 곱하기 다인의 제곱근과 같다.
{\displaystyle \mathrm {1\,Fr=1\,statcoulomb=1\,esu\;charge=1\,dyne^{1/2}{\cdot }cm=1\,g^{1/2}{\cdot }cm^{3/2}{\cdot }s^{-1}} .}
전류 단위는 다음과 같이 정의된다.
{\displaystyle \mathrm {1\,Fr/s=1\,statampere=1\,esu\;current=1\,dyne^{1/2}{\cdot }cm{\cdot }s^{-1}=1\,g^{1/2}{\cdot }cm^{3/2}{\cdot }s^{-2}} .}
CGS-ESU 시스템에서 전하 q는 따라서 M1/2L3/2T−1의 차원을 가진다.
CGS-ESU 시스템의 다른 단위에는 스탯암페어 (1 statC/s) 및 스탯볼트 (1 에르그/statC)가 포함된다.
CGS-ESU에서 모든 전기 및 자기 양은 길이, 질량 및 시간의 관점에서 차원적으로 표현할 수 있으며, 독립적인 차원을 갖는 양은 없다. 모든 전기 및 자기 양의 차원을 질량, 길이 및 시간의 역학적 차원으로 표현할 수 있는 이러한 전자기 단위 시스템을 전통적으로 '절대 시스템'이라고 부른다.:3

#### 단위 기호
CGS-ESU 시스템에서 고유한 이름을 갖지 않은 모든 전자기 단위는 해당하는 SI 이름에 "stat" 접두사가 붙거나 "esu"라는 별도의 약어로 명명되며, 해당 기호도 마찬가지이다.

### 전자기 단위 (EMU)
CGS 시스템의 또 다른 변형인 전자기 단위 (EMU)에서는 전류가 흐르는 두 개의 얇고 평행하며 무한히 긴 도선 사이에 존재하는 힘을 통해 전류가 정의되고, 전하는 전류에 시간을 곱한 것으로 정의된다. (이 접근 방식은 결국 SI 단위인 암페어를 정의하는 데도 사용되었다.)
EMU 전류 단위인 바이오트 (Bi), 즉 아브암페어 또는 emu 전류는 다음과 같이 정의된다.
바이오트는 무한히 길고 원형 단면이 무시할 수 있으며 진공에서 1 센티미터 떨어진 두 개의 평행 도체에 유지될 경우 이 도체들 사이에 길이 센티미터당 2 다인과 같은 힘을 생성하는 일정한 전류이다.

 따라서 전자기 CGS 단위에서 바이오트는 다인의 제곱근과 같다.
{\displaystyle \mathrm {1\,Bi=1\,abampere=1\,emu\;current=1\,dyne^{1/2}=1\,g^{1/2}{\cdot }cm^{1/2}{\cdot }s^{-1}} .}
CGS EMU의 전하 단위는 다음과 같다.
{\displaystyle \mathrm {1\,Bi{\cdot }s=1\,abcoulomb=1\,emu\,charge=1\,dyne^{1/2}{\cdot }s=1\,g^{1/2}{\cdot }cm^{1/2}} .}
CGS-EMU 시스템에서 전하 q는 따라서 M1/2L1/2과 차원적으로 동일하다. 따라서 CGS-EMU 시스템에서는 전하도 전류도 독립적인 물리량이 아니다.

#### EMU 표기법
CGS-EMU 시스템에서 고유한 이름을 갖지 않은 모든 전자기 단위는 해당하는 SI 이름에 "ab" 접두사가 붙거나 "emu"라는 별도의 약어로 표시된다.

### 실용 CGS 단위
실용 CGS 시스템은 볼트와 암페어를 각각 전압 및 전류 단위로 사용하는 하이브리드 시스템이다. 이렇게 하면 esu 및 emu 시스템에서 발생하는 불편할 정도로 크고 작은 전기 단위를 피할 수 있다. 이 시스템은 1881년 국제 전기 회의에서 볼트와 암페어가 국제 표준 단위로 채택되었기 때문에 한때 전기 기술자들 사이에서 널리 사용되었다. 볼트와 암페어 외에도 패럿 (정전용량), 옴 (저항), 쿨롬 (전하), 헨리 (인덕턴스)도 실용 시스템에서 사용되며 SI 단위와 동일하다. 자기 단위는 emu 시스템의 단위이다.
볼트와 암페어 이외의 전기 단위는 전기 및 운동학적 양만 포함하는 모든 방정식이 SI에서 유효하다면 이 시스템에서도 유효해야 한다는 요구 사항에 의해 결정된다. 예를 들어, 전기장 강도는 단위 길이당 전압이므로 그 단위는 센티미터당 볼트이며, 이는 SI 단위의 100배이다.
이 시스템은 전기적으로 합리화되어 있고 자기적으로는 비합리화되어 있다. 즉, 틀:Lambda = 1 및 틀:Lambda′ = 4π이지만, 위 틀:Lambda에 대한 공식은 유효하지 않다. 밀접하게 관련된 시스템은 국제 전기 및 자기 단위 시스템으로, 틀:Lambda'에 대한 공식이 유효하지 않도록 질량 단위가 다르다. 질량 단위는 부적절하다고 여겨지는 맥락에서 10의 거듭제곱을 제거하기 위해 선택되었다(예: P = VI 및 F = qE). 필연적으로 10의 거듭제곱은 다른 맥락에서 다시 나타났지만, 그 효과는 친숙한 줄과 와트를 각각 일과 전력의 단위로 만드는 것이었다.
암페어-턴 시스템은 기전력과 자기장 강도를 전기량으로 간주하고 자기 극 강도 및 자화 단위를 4π로 나누어 시스템을 합리화하는 방식으로 구성된다. 처음 두 양의 단위는 각각 암페어와 센티미터당 암페어이다. 자기 투자율 단위는 emu 시스템의 단위이며, 자기 구성 방정식은 B = (4π/10)μH 및 B = (4π/10)μ0H + μ0M이다. 자기저항은 자기 회로에 대한 옴의 법칙의 유효성을 보장하기 위해 하이브리드 단위를 사용한다.
모든 실용 시스템에서 ε0 = 8.8542 × 10−14 A⋅s/(V⋅cm), μ0 = 1 V⋅s/(A⋅cm), c2 = 1/(4π × 10−9 ε0μ0)이다.

### 다른 변형
과거에는 CGS 시스템을 기반으로 한 6개 정도의 전자기 단위 시스템이 사용되었다. 여기에는 가우스 단위계와 헤비사이드-로런츠 단위계가 포함된다.

## 다양한 CGS 시스템의 전자기 단위
| 물리량             | 기호                           | SI 단위 | ESU 단위                      | 가우스 단위                   | EMU 단위               |
| ------------------ | ------------------------------ | ------- | ----------------------------- | ----------------------------- | ---------------------- |
| 전하               | q                              | 1 C     | ≘ (10−1 c) statC (Fr)         | ≘ (10−1 c) statC (Fr)         | ≘ (10−1) abC           |
| 전류               | I                              | 1 A     | ≘ (10−1 c) statA (Fr/s)       | ≘ (10−1 c) statA (Fr/s)       | ≘ (10−1) abA (Bi)      |
| 전위 / 전압        | φ / V, E                       | 1 V     | ≘ (108 c−1) statV (erg/Fr)    | ≘ (108 c−1) statV (erg/Fr)    | ≘ (108) abV            |
| 전기장             | E                              | 1 V/m   | ≘ (106 c−1) statV/cm (dyn/Fr) | ≘ (106 c−1) statV/cm (dyn/Fr) | ≘ (106) abV/cm         |
| 변위장             | D                              | 1 C/m2  | ≘ (4π × 10−5 c) statC/cm2     | ≘ (4π × 10−5 c) statC/cm2     | ≘ (4π × 10−5) abC/cm2  |
| 전기 쌍극자 모멘트 | p                              | 1 C⋅m   | ≘ (10 c) statC⋅cm             | ≘ (10 c) statC⋅cm             | ≘ (10) abC⋅cm          |
| 전기 선속          | Φe                             | 1 C     | ≘ (4π × 10−1 c) statC         | ≘ (4π × 10−1 c) statC         | ≘ (4π × 10−1) abC      |
| 유전율             | ε                              | 1 F/m   | ≘ (4π × 10−11 c2) cm/cm       | ≘ (4π × 10−11 c2) cm/cm       | ≘ (4π × 10−11) s2/cm2  |
| 저항               | R                              | 1 Ω     | ≘ (109 c−2) statΩ (s/cm)      | ≘ (109 c−2) statΩ (s/cm)      | ≘ (109) abΩ            |
| 비저항             | ρ                              | 1 Ω⋅m   | ≘ (1011 c−2) statΩ⋅cm (s)     | ≘ (1011 c−2) statΩ⋅cm (s)     | ≘ (1011) abΩ⋅cm        |
| 전기 용량          | C                              | 1 F     | ≘ (10−9 c2) statF (cm)        | ≘ (10−9 c2) statF (cm)        | ≘ (10−9) abF           |
| 유도계수           | L                              | 1 H     | ≘ (109 c−2) statH (s2/cm)     | ≘ (109 c−2) statH (s2/cm)     | ≘ (109) abH            |
| 자기 B장           | B                              | 1 T     | ≘ (104 c−1) statT             | ≘ (104) G                     | ≘ (104) G              |
| 자기 H장           | H                              | 1 A/m   | ≘ (4π × 10−3 c) statA/cm      | ≘ (4π × 10−3) Oe              | ≘ (4π × 10−3) Oe       |
| 자기 쌍극자 모멘트 | μ                              | 1 A⋅m2  | ≘ (103 c) statA⋅cm2           | ≘ (103) 에르그/G              | ≘ (103) 에르그/G       |
| 자기 선속          | Φm                             | 1 Wb    | ≘ (108 c−1) statWb            | ≘ (108) Mx                    | ≘ (108) Mx             |
| 투자율             | μ                              | 1 H/m   | ≘ ((4π)−1 × 107 c−2) s2/cm2   | ≘ ((4π)−1 × 107) cm/cm        | ≘ ((4π)−1 × 107) cm/cm |
| 기자력             | {\displaystyle {\mathcal {F}}} | 1 A     | ≘ (4π × 10−1 c) statA         | ≘ (4π × 10−1) Gi              | ≘ (4π × 10−1) Gi       |
| 자기저항           | {\displaystyle {\mathcal {R}}} | 1 H−1   | ≘ (4π × 10−9 c2) statH−1      | ≘ (4π × 10−9) Gi/Mx           | ≘ (4π × 10−9) Gi/Mx    |

이 표에서 c = 29979245800는 초당 센티미터 단위로 표현된 진공에서의 빛의 속력의 숫자 값이다. "≘" 기호는 단위가 일치하지만 같지는 않다는 것을 상기시키기 위해 "=" 대신 사용된다. 예를 들어, 표의 정전용량 행에 따르면, 커패시터가 SI에서 1 F의 정전용량을 가진다면, ESU에서는 (10−9 c2) cm의 정전용량을 가진다. 그러나 방정식이나 공식 내에서 "1 F"를 "(10−9 c2) cm"로 대체하는 것은 잘못이다. (이 경고는 전자기 단위의 특별한 측면이다. 대조적으로, 방정식이나 공식 내에서 "1 m"를 "100 cm"로 대체하는 것은 항상 옳다.)

## CGS 단위의 물리 상수
| 상수             | 기호 | 값                                       |
| ---------------- | ---- | ---------------------------------------- |
| 원자 질량 상수   | mu   | 1.660539069×10−24 g                      |
| 보어 마그네톤    | μB   | 9.274010066×10−21 에르그/G (EMU, 가우스) |
| 보어 마그네톤    | μB   | 2.780278273×10−10 statA⋅cm2 (ESU)        |
| 보어 반지름      | a0   | 5.291772105×10−9 cm                      |
| 볼츠만 상수      | k    | 1.380649×10−16 에르그/K                  |
| 전자 질량        | me   | 9.10938371×10−28 g                       |
| 기본 전하        | e    | 4.80320471×10−10 Fr (ESU, 가우스)        |
| 기본 전하        | e    | 1.602176634×10−20 abC (EMU)              |
| 미세 구조 상수   | α    | 0.007297352564                           |
| 뉴턴의 중력 상수 | G    | 6.6743×10−8 dyn⋅cm2/g2                   |
| 플랑크 상수      | h    | 6.62607015×10−27 에르그⋅s                |
| 환산 플랑크 상수 | ħ    | 1.054571817×10−27 에르그⋅s               |
| 빛의 속력        | c    | 2.99792458×10 cm/s                       |

## 장점과 단점
고유한 단위 이름의 부재는 잠재적인 혼란을 야기한다. "15 emu"는 15 아브볼트, 15 emu 전기 쌍극자 모멘트 단위, 또는 15 emu 자기 감수율 단위를 의미할 수 있으며, 때로는 (항상 그런 것은 아니지만) 그램당 또는 몰당으로 해석될 수 있다. 고유한 이름을 가진 단위 시스템인 SI는 사용상의 혼란을 제거한다. 1 암페어는 특정 양의 고정된 값이며, 1 헨리, 1 옴, 1 볼트도 마찬가지이다.
CGS-가우스 시스템에서는 전기장과 자기장이 동일한 단위를 가지며, 4π틀:Epsilon0는 1로 대체되고, 맥스웰 방정식에 나타나는 유일한 차원 상수는 빛의 속도 c이다. 헤비사이드-로런츠 시스템도 이러한 속성들을 가진다(ε0가 1과 같음).
SI 및 기타 합리화된 시스템(예: 헤비사이드-로런츠)에서는 전류 단위가 전하 구에 관련된 전자기 방정식에는 4π가 포함되고, 전류 코일 및 직선 도선에 관련된 방정식에는 2π가 포함되며, 전하 표면에 관련된 방정식에는 π가 전혀 포함되지 않도록 선택되었다. 이는 전기공학 응용 분야에 가장 편리한 선택이었고, 방정식으로 설명되는 시스템의 기하학적 대칭과 직접적으로 관련된다.
특수 단위 시스템은 SI나 CGS보다 공식을 더 단순화하기 위해 일부 자연단위계에 대한 양을 정규화하는 관례를 통해 상수를 제거한다. 예를 들어, 입자물리학에서는 모든 양이 하나의 에너지 단위인 전자볼트로 표현되는 시스템이 사용되며, 길이, 시간 등은 빛의 속도 c와 환산 플랑크 상수 ħ를 삽입하여 모두 에너지 단위로 변환된다. 이 단위 시스템은 입자물리학 계산에 편리하지만, 다른 맥락에서는 비실용적이다.

## 같이 보기
- 국제단위계
- 미국 단위계